# Kattunvisslare

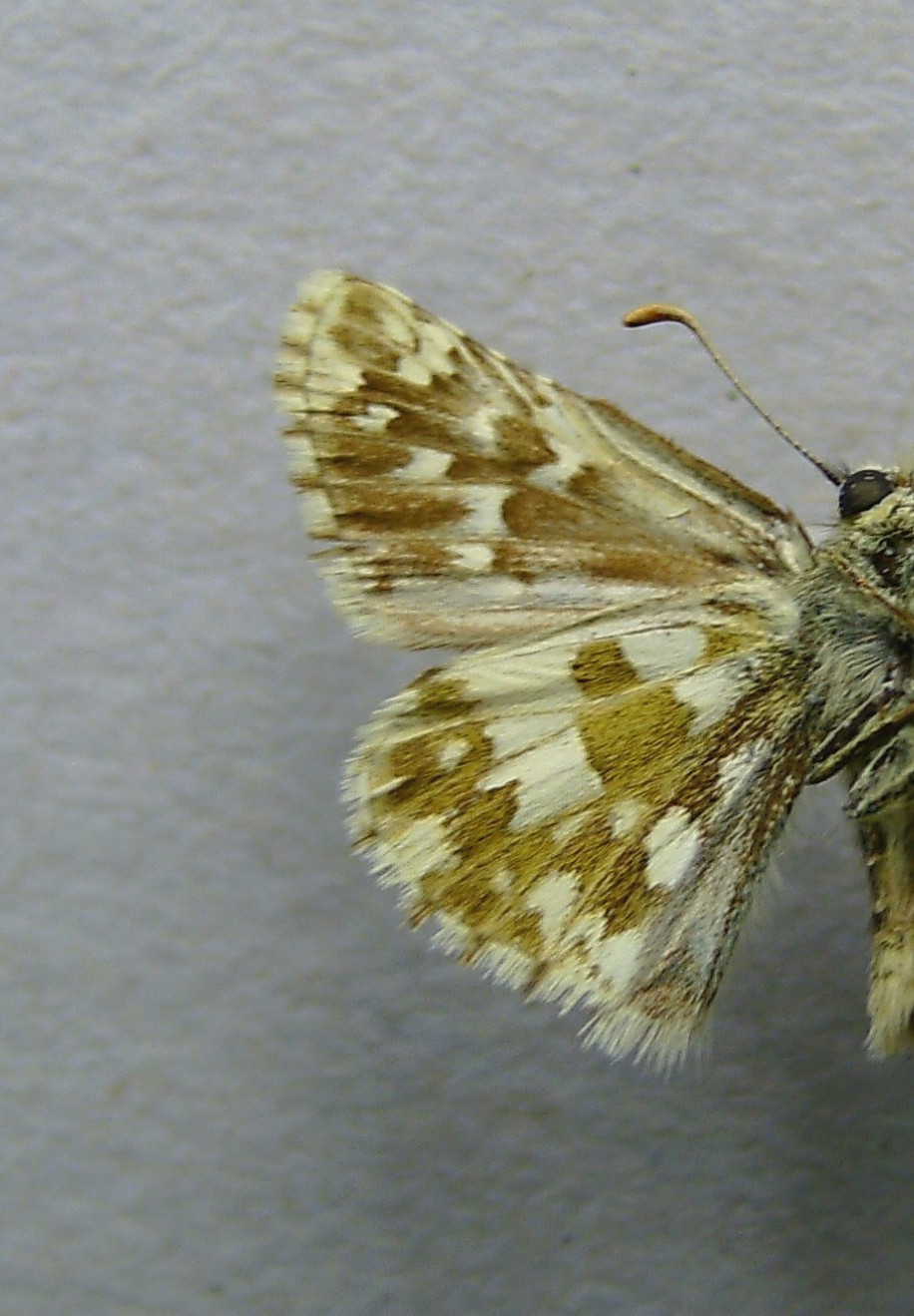

Kattunvisslare (Pyrgus alveus) är en art i insektsordningen fjärilar som tillhör familjen tjockhuvuden.

## Kännetecken
Kattunvisslaren liknar i mycket backvisslare men är något större än denna, med en vingbredd på 26 till 29 millimeter. Hanen och honan är lika, med mörkt grå till svartbrun färg på vingarna och kroppen. På framvingarna finns vita fläckar och bakvingarna har ett ljust grått tvärband. Detta är vanligen bredast på mitten, till skillnad från hos backvisslaren där det är bredast i framkanten.

## Utbredning
Kattunvisslaren finns i bergsområden i södra och mellersta Europa. Den finns också i mer låglänta områden i  Norden och Baltikum och österut till Mongoliet och Kina, samt i Atlasbergen.  

### Status
I Sverige är kattunvisslaren klassad som sårbar. De största hoten mot arten är habitatförlust genom igenväxning av dess livsmiljöer, som främst är äldre, steniga betesmarker, samt att de kvarvarande lämpliga områdena för arten därmed blir allt mer isolerade ifrån varandra, något som försvårar det genetiska utbytet mellan populationerna.

## Levnadssätt
Flygtiden för den fullbildade fjärilen är i södra Sverige från mitten av juli till mitten av augusti. I andra delar av utbredningsområden kan flygperioden börja tidigare eller vara längre, beroende på populationernas anpassning till det rådande klimatet. 
Som larv har kattunvisslaren i sydöstra Sverige och på Gotland observerats äta på växter som ljus solvända och ölandssolvända. Dessa saknas dock på flera andra håll i artens utbredningsområde och larverna där måste därför leva på andra växter. I äldre litteratur uppges även jungfrulin, småborre och fingerört som värdväxter, men vid försök med larver uppfödda i fångenskap har dessa växter inte ätits av larverna. 
Liksom andra fjärilar har kattunvisslaren fullständig förvandling, med ett puppstadium som varar i två till fyra veckor. 